# 货币学

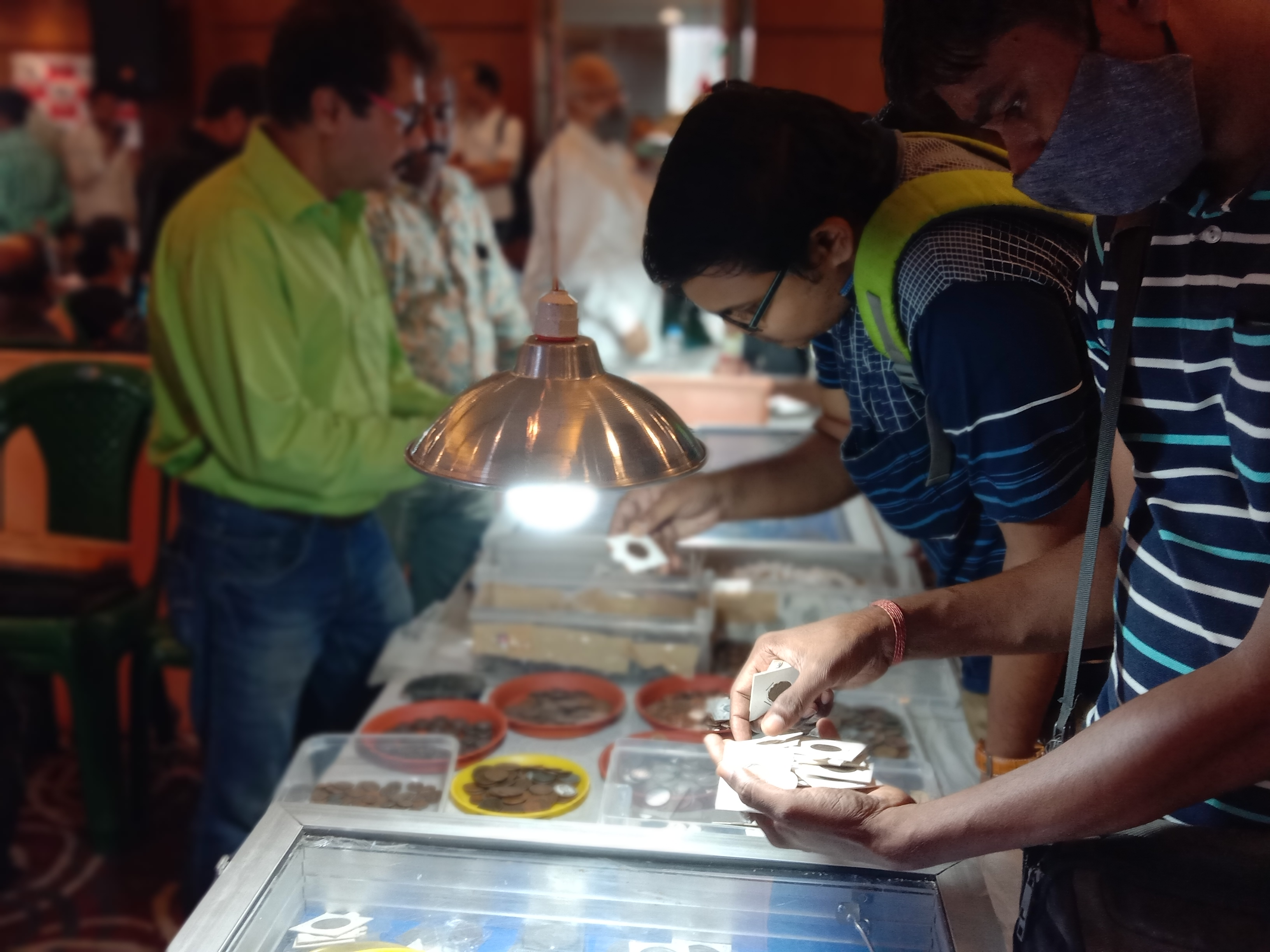
錢幣收藏家和愛好者出席在西孟加拉邦加尔各答舉辦的錢幣展覽

貨幣學（英語：numismatic，羅馬化：nomízein，意為「钱币」）又稱錢幣學，是指有關流通貨幣的研究或收集；所謂流通貨幣包括硬幣、代幣、紙幣及相關物品，同时古幣收藏家（numismatists）一詞一般指研究硬幣的學者或收藏家。学术上，貨幣學亦包括對用作抵銷債務及商品交易的貨幣及其他繳納媒介的廣泛研究。
在缺乏具結構性的貨幣系統下，古人生活於一個以物易物及使用當地可找到具有內在價值的物品的社会。時至今日，小部分缺乏貨幣系統的群體中仍存在以物易物行為。人類早期的貨幣被認為是稀奇古怪，但於以物易的交易中使用其他商品是不可能的，即使使用的是流通貨幣（情況就如監獄中的香煙一樣）。柯爾克孜族使用馬匹作為主要的貨幣單位，並以羊皮找續零錢。或許羊皮適合於貨幣學，但馬匹則不適合。多個世紀以來，很多物件被用作貨幣，如貝殼、貴金屬及寶石。
貨幣學是研究货币及其历史的学科，在考古学上十分重要，由于一些君王及历史事件没有相应史料，考古學家可以通过发掘的货币了解相应的君王面貌（如羅馬帝國、波斯）及推断当时的大致社会经济情况，断定古物的年代。

## 錢幣收藏
錢幣有流通時的面值，也有收藏和炒賣的價值。
收藏家收集錢幣，主要會留意它們的新舊程度（品相）、發行日期（假如該日期的發行量稀少，將會提高錢幣的價值），也可以是出於錢幣的外觀吸引。

### 錢幣評級
經過評級的紙幣、硬幣，一般都會被密封在膠套或盒子內長期保存，並印上標籤，清楚列出它的面值、發行年份、品相等級。評級可以證明錢幣為真品，亦有助大大減低錢幣被損傷的風險。

## 資料來源
1. ↑  Glyn Davies. .   [2006-08-09]. ISBN 0-7083-1351-5. （原始内容存档于2006-07-14）.